# Собрание служащих
Собрание служащих (также Клуб фабрики, Общественное собрание) — здание в стиле неоклассицизма начала XX века, достопримечательность Родников. Построено по проекту архитектора Л. Р. Сологуба в 1912—13 годах. Памятник архитектуры регионального значения.

## История строительства и эксплуатации
В 1899 году Н. М. Красильщиков учредил «Общественное собрание» при красильно-химической фабрике Родников. Целью собрания являлось повышение уровня образованности и квалификации рабочих и служащих мануфактур общества «Анна Красильщикова с сыновьями». Первоначально общественное собрание располагалось в небольшом здании бильярдной на Костромской улице (современная ул. Советская). В 1911 году здание сгорело и Н. М. Красильщиков нанял своего зятя, Л. Р. Сологуба, построить на его месте новый, каменный дом, более подходящий для деятельности собрания. Н. М. Красильщиков приказал выполнить здание в популярном в столице неоклассическом стиле, так как ожидалось, что Николай II посетит Родники в 1913 году в рамках путешествия по Костромской губернии, приуроченного к 300-летию царствующего Дома Романовых. К началу 1913 года Л. Р. Сологуб завершил основную часть здания общественного собрания, однако, когда стало известно, что государь не приедет, строительство было досрочно закончено. Недостающую часть северного крыла и балкон бального зала Н. М. Красильщиков планировалось завершить в будущем.
Новое здание было открыто в 1913 году, а «Общественное собрание» было переименовано в «Собрание служащих». В честь открытия был дан богатый бал, на котором выступали солист Мариинского театра В. И. Касторский, солист Большого театра С. И. Мигай, а также несколько романсов исполнил сам М. Н. Красильщиков совместно со своей супругой Еленой Александровной. В первый день функционирования собрания служащих в него записалось 49 человек — почти весь инженерно-технический состав родниковской фабрики, а к 1917 году в нём числилось более 300 человек — представителей интеллигенции и образованных рабочих. Каждый член собрания служащих платил вступительные взносы, а также вносил добровольные пожертвования, обладал членским билетом и значком. В собрании часто устраивались благотворительные концерты и мероприятия, выручка от которых направлялась на благотворительную деятельность и развитие инфраструктуры Родников. В собрании функционировала библиотека-читальня, буфет, образовательные курсы, творческие кружки и объединения. Собрание служащих являлось важным просветительским и благотворительным центром Родников и Ивановской области.
В 1918 году здание было национализировано и в нём до 1924 года функционировал «Пролеткульт», комитет партии большевиков и комсомола. В это время коммунистами был уничтожен богатый лепной декор внутренних помещений собрания служащих, золоченные люстры, фрески на библейские темы и скульптурные портреты античных философов.

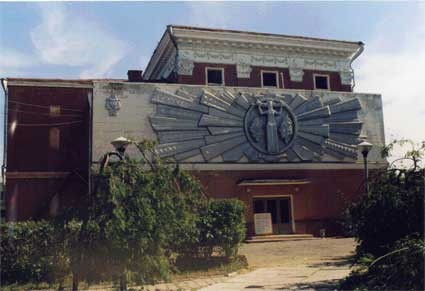
Клуб им. В. И. Ленина

С 1924 года в здании собрания служащих располагался клуб им. В. И. Ленина. В 1930-х годах на втором ярусе восточной пристройки-компартимента был установлен соцреалистический барельеф, а стены здания серо-белого цвета перекрашены в насыщенно-красный. Клуб функционировал вплоть до Перестройки и лишь в 1941—42 годах он был преобразован в медицинский пункт для помощи и дальнейшего распределения раненых бойцов Калининского фронта. В 1960-е годы клуб им. В. И. Ленина являлся одним из лучших клубов советской России: творческие коллективы клуба были победителями и призёрами региональных и республиканских конкурсов.
В 1990-е годы клуб был упразднен, а здание собрания служащих приватизировано. В это время были прорублены новые входы на восточном фасаде здания, а первоначальный вход с западной пристройки — замурован.
С 2000 года по настоящее время в здании собрания служащих базируется торговый центр «Клубничка», городские магазины и квартиры. Здание было перекрашено в первоначальные серые и белые цвета.

## Архитектурные особенности

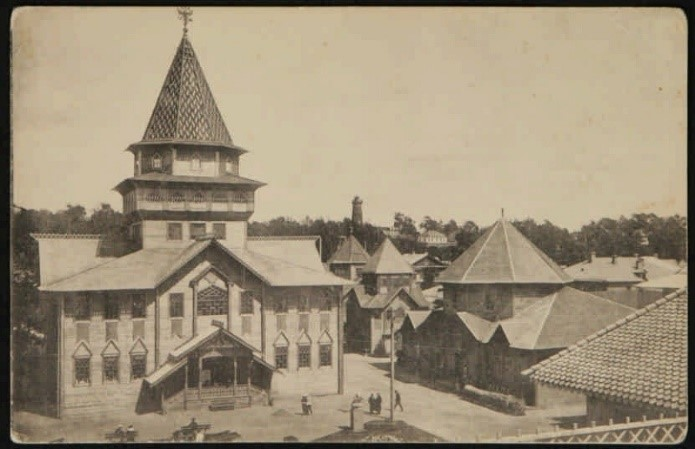
Павильоны Костромской ярмарки.

Собрание служащих является ярким памятником неоклассицизма конца XIX — начала XX века. Строительством здания руководил петербургский художник, скульптор и архитектор Л. Р. Сологуб, близкий к кругу «Мира искусства». Л. Р. Сологуб разделял идеи синтеза искусств и не обладал практическим опытом в сфере каменного строительства. До работы над собранием служащих архитектор участвовал лишь в создании временных декоративных сооружений. Так, например, он создал 25 деревянных павильонов в русском стиле для Костромской ярмарки 1912 года. Эти особенности профессиональной биографии Л. Р. Сологуба отразились в архитектурном облике собрания служащих.
Место строительства располагалось на пересечении центральной Костромской улицы (современная ул. Советская) и большого открытого двора, что и определило особенности планировки и структуры нового здания — собрание служащих является Г-образным в плане двухъярусным сооружением и состоит из 2 крыльев. Основной художественно-эстетический акцент сделан на тонкой графической проработке обращенных к дороге и двору южного и восточного парадных фасадов.

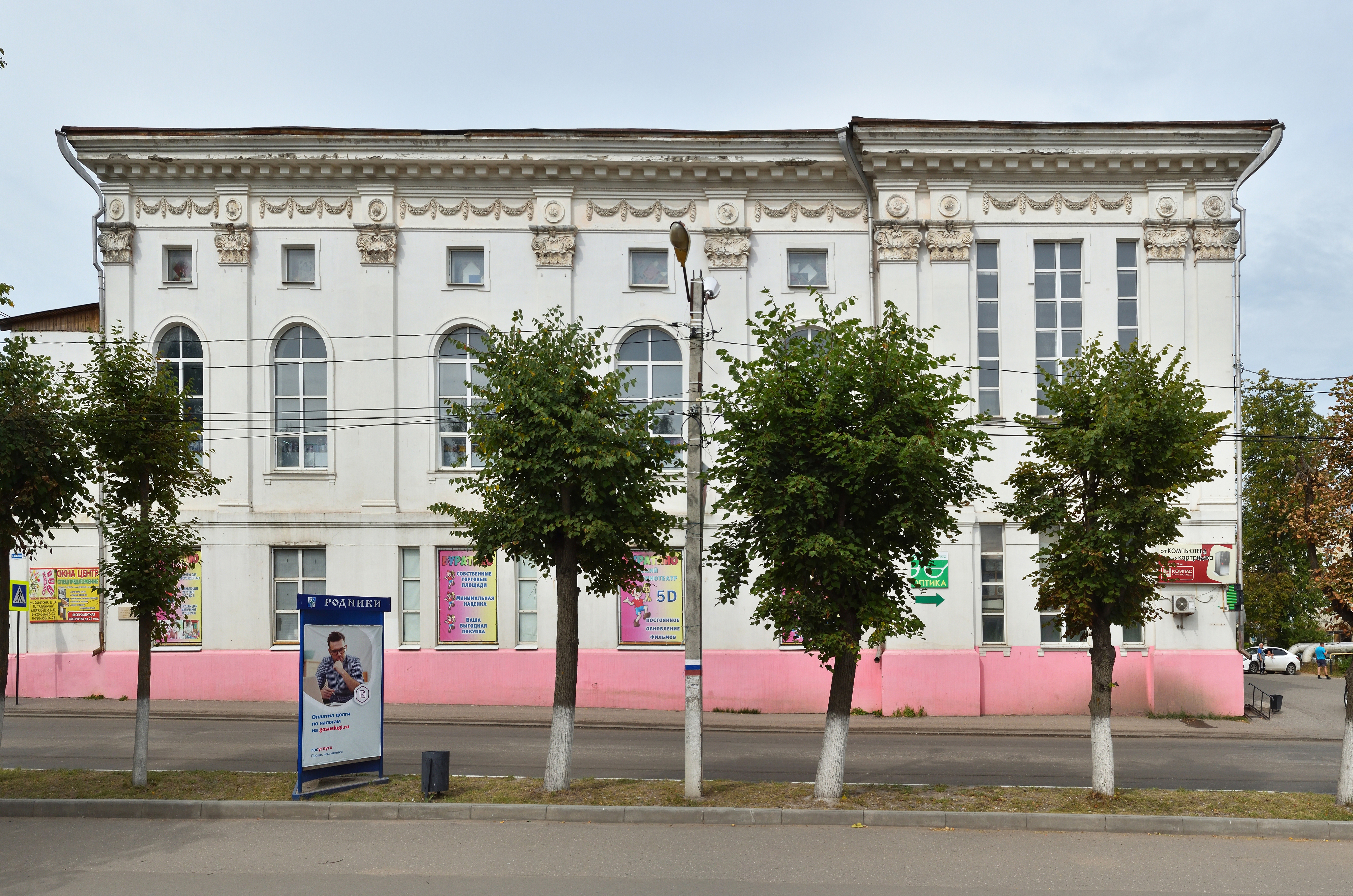
Южный фасад. Вид с ул. Советской.

Обращенный к Советской улице длинный южный фасад ограничен с восточной стороны коротким ризалитом. Низкий первый ярус фасада украшен 5 прямоугольными окнами и отделен от высокого второго яруса объемным карнизом. Во втором ярусе 6 пилястров коринфского ордера образуют 6 своеобразных ячеек, в центре каждой из которых расположены большие полуциркульные окна. Они ритмически сочетаются с окнами первого яруса. Над этими окнами расположены небольшие квадратные декоративные окна, имитирующие скульптурные медальоны. Пространство между капителями пилястров и плоской кровлей заполнено крупными пальметтами. Между ними во всю длину здания протянут фриз с рельефной гирляндой. Завершение здания акцентировано высоким выносным карнизом с крупными дентикулами. Эта часть фасада дисгармонирует с ризалитом, первый и второй ярус которого украшены тремя узкими вертикализированными окнами и сдвоенными пилястрами. Первоначально, с запада к этому крылу примыкала небольшая одноэтажная пристройка, служившая основным входом в собрание служащих.
Восточный фасад собрания служащих, обращенный к открытому двору, решен в аналогичной манере, однако содержит ряд существенных отличий: окна первого яруса значительно меньше, карниз, разделяющий ярусы, разорван небольшими полуциркульными окошками, пространство между пилястрами во втором ярусе заполнено более высокими окнами, а северная часть крыла не завершена и представляет собой лишенную деталей стену. Первоначально, в этом фасаде не было входных дверей — они были вырублены в 1990-е годах.

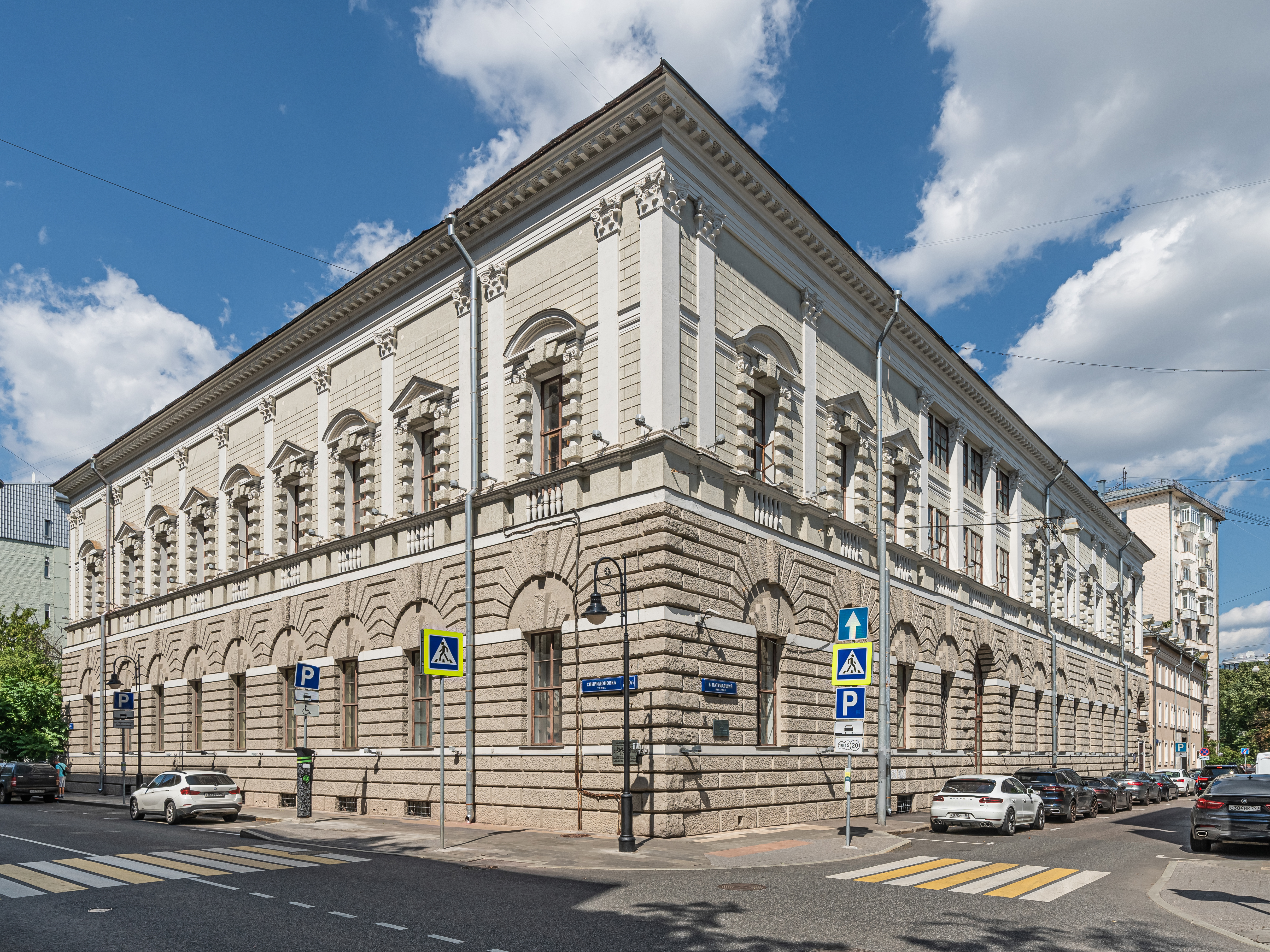
И. В. Жолтовский. Дом Тарасова. 1909—1912.

К сожалению, не сохранилось информации об оригинальной планировке комнат и интерьерах собрания служащих. В здании, на пересечении его крыльев, располагался большой бальный зал. Также в собрании располагались помещения библиотеки, читального зала, буфета, пространства для творческих кружков и проведения учебных курсов. Если фасады здания декорированы в лаконичной манере, то интерьер украшался богатой и изящной лепниной, фресками на библейские сюжеты, золоченными люстрами, скульптурами античных философов, которые были уничтожены при национализации здания.
При создании собрания служащих Л. Р. Сологуб вдохновлялся архитектурой Италии эпохи Возрождения, популярной среди архитекторов неоклассицизма этого периода. Так, ориентация замкнутых фасадов на примыкающие к ним улицы, их ярусная структура и тонкая графическая проработка декора восходят к ренессансным дворцам-палаццо. С этой точки зрения, здание собрания служащих стилистически близко «ренессансной» школе столичного неоклассицизма и в определённой мере схоже, например, с Домом Тарасова в Москве. В то же время, Л. Р. Сологуб, не обладающий практическим опытом каменного строительства, неумело выстраивает тектоническую структуру здания: объёмы южного с его ризалитом и восточного фасада заметно дисгармонируют, ритм окон и пилястров прерывается, плоскости стен перегружены декоративными элементами. Основное внимание архитектор уделил графической проработке, декоративизму деталей фасадов: пилястров изысканного коринфского ордера, пальметт и гирлянд. Собрание служащих является примером провинциального неоклассицизма конца XIX — начала XX века.